# La Chapelle-Haute-Grue
La Chapelle-Haute-Grue település Franciaországban, Calvados megyében. Lakosainak száma 76 fő (2018. január 1.). La Chapelle-Haute-Grue Les Autels-Saint-Bazile, La Brévière, Heurtevent, Sainte-Foy-de-Montgommery, Tortisambert és Val-de-Vie községekkel határos.

## Népesség
A település népességének változása:
| Lakosok száma | 80   | 60   | 41   | 38   | 30   | 45   | 67   | 77   | 77   | 76   |
|               | 1962 | 1968 | 1982 | 1990 | 1999 | 2008 | 2011 | 2013 | 2017 | 2018 |